# Trésor de Hoxne
Vous lisez un « article de qualité » labellisé en 2012.
Le trésor de Hoxne (prononcé /ˈhɒksən/, « hoxon ») est le plus grand trésor d'or et d'argent de l'Antiquité tardive découvert en Grande-Bretagne et la plus grande collection de pièces de monnaie en or et en argent des IVe et Ve siècles découverte dans tout l'Empire romain. Il a été trouvé le 16 novembre 1992, dans le village de Hoxne, dans le Suffolk à l'aide d'un détecteur de métaux. Le trésor consiste en 14 865 pièces de monnaie romaines de bronze, d'argent et d'or de la fin du IVe et du début du Ve siècle et environ 200 pièces de vaisselle en argent et bijoux en or. Ces objets sont conservés au British Museum, à Londres, où une partie du trésor est en exposition permanente. En 1993, le Treasure Valuation Committee a évalué le trésor à 1,75 million de livres sterling.
Le trésor a été enterré dans un coffret en chêne. Les objets en métal précieux étaient pour la plupart rangés par type dans des boîtes en bois plus petites, d'autres dans des sacs ou enveloppés dans du tissu. Des restes du coffret et des ferrures, telles que les charnières et les serrures, ont été découverts sur le lieu de fouilles. Les pièces de monnaie permettent de dater le trésor après l'an 407, qui coïncide avec la fin de la Bretagne en tant que province romaine. Le propriétaire du trésor et les raisons pour lesquelles il a été enfoui sont inconnus, mais il a été emballé avec soin et son contenu paraît conforme à ce qu'une famille très riche pourrait avoir possédé. Étant donné l'absence de grandes pièces d'argenterie et de quelques-uns des types de joyaux les plus communs, il est probable que le trésor ne représentait qu'une partie de la richesse de son propriétaire.
Le trésor de Hoxne contient plusieurs objets rares et importants, dont une chaîne en or et des poivrières d'argent. Ce trésor revêt aussi une grande importance archéologique car il a été exhumé par des archéologues professionnels, les objets étant intacts et très peu déplacés. Cette découverte a permis de rapprocher les chercheurs de trésors munis de détecteurs de métaux et les archéologues, et provoqué un changement de la loi sur les découvertes de trésors en Angleterre.

## Histoire archéologique

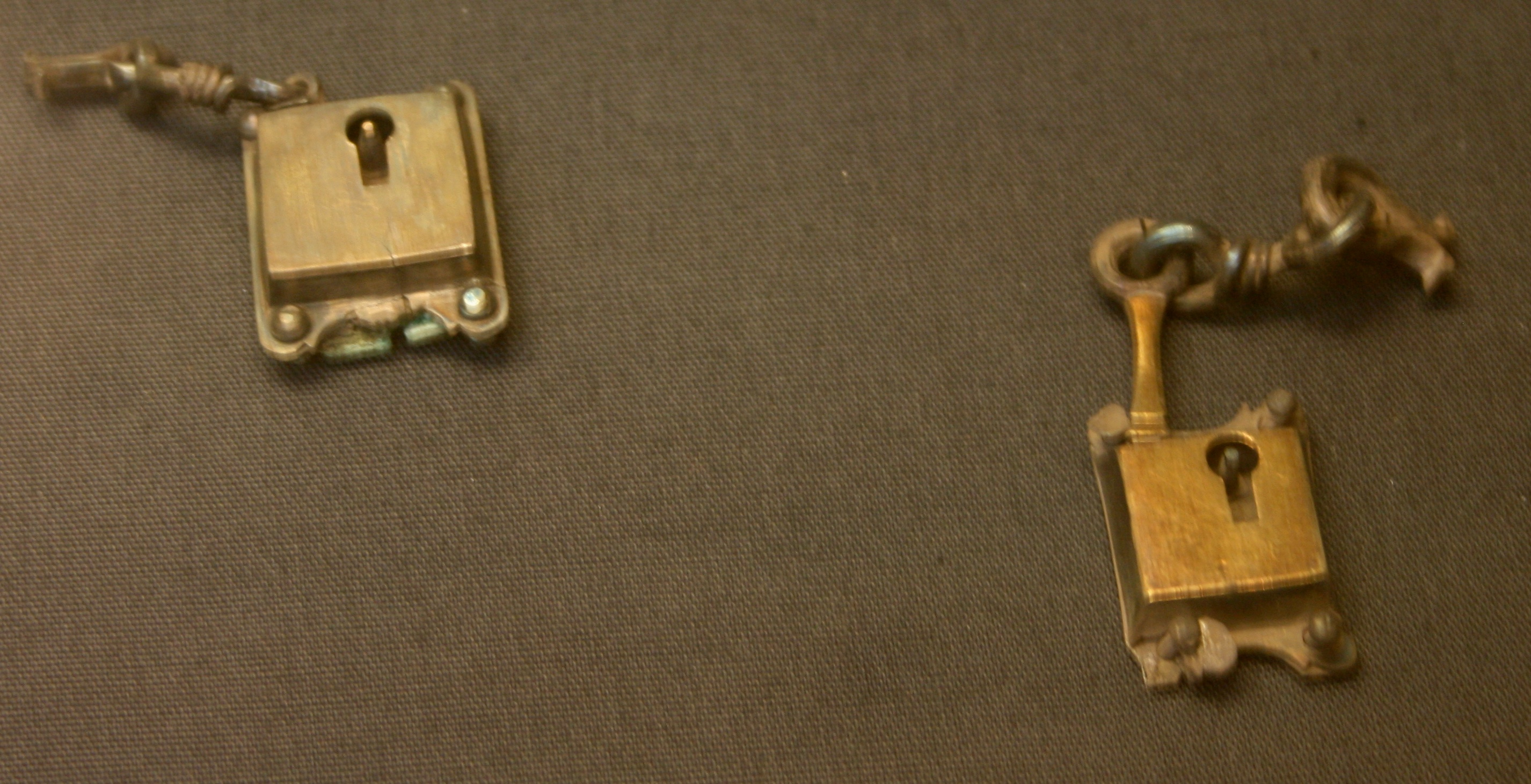
Garnitures de boîte en argent provenant du trésor de Hoxne

### Découverte et premières fouilles
| \| Hoxne \| Le village de Hoxne dans le Suffolk, est de l'Angleterre. |
| Hoxne                                                                 |

Le trésor a été découvert dans un champ, à environ 2,5 km au sud-ouest du village de Hoxne, comté du Suffolk, en Angleterre, le 16 novembre 1992. Peter Whatling, un fermier, avait perdu un marteau et demandé à son ami Eric Lawes, jardinier à la retraite et propriétaire d'un détecteur de métaux, de l'aider à le retrouver. En parcourant le champ avec le détecteur de métaux, Lawes découvre des cuillères en argent, des bijoux en or et de nombreuses pièces de monnaie en or et en argent. Après avoir rassemblé quelques-uns de ces objets, Lawes et Whatling rendent compte de leur découverte aux propriétaires du terrain (le Suffolk County Council) et à la police, sans essayer de déterrer davantage d'objets.
Le lendemain, une équipe d'archéologues locaux (membres de la Suffolk Archaeological Unit) débutent une excavation d'urgence du site. Le trésor est entièrement exhumé en un seul jour, de larges blocs de matériau intact sont enlevés pour étude ultérieure en laboratoire. La zone, dans un rayon de 30 m autour du lieu de la découverte, est passée au détecteur de métaux. Le marteau de Peter Whatling est retrouvé et donné au British Museum,.
Le trésor était rassemblé en un seul lieu, dans les restes complètement décomposés d'un coffret en bois. Les objets avaient été rangés dans le coffret. Par exemple, les louches et les bols étaient empilés les uns dans les autres, et d'autres objets ont été retrouvés groupés comme s'ils avaient été dans une même boîte intérieure au coffret. Quelques objets ont été déplacés par des animaux et les labours, mais globalement les perturbations ont été faibles. Il a été possible de reconstituer la disposition originale des objets dans le coffret, et l'existence du coffret lui-même, grâce au signalement rapide de la découverte par Lawes, qui a permis son excavation par des archéologues professionnels.
Le trésor, déterré, est emporté au British Museum. La presse est informée de la découverte par des fuites et, le 19 novembre, le journal The Sun publie l'histoire en une, avec une photo de Lawes et de son détecteur de métaux. Bien que le contenu exact du trésor soit encore inconnu à ce moment, le journal affirme qu'il vaut 10 millions de livres sterling. En réponse à cette publicité inattendue, le British Museum tient une conférence de presse dans ses locaux le 20 novembre pour annoncer la découverte. Les journaux perdent rapidement leur intérêt pour le trésor, ce qui permet aux conservateurs du musée de le trier, le laver et le stabiliser sans autre interruption due à la presse. La première phase de nettoyage et de conservation du trésor est achevée un mois après la découverte.

### Enquête et évaluation
Le 3 septembre 1993, une enquête est ouverte à Lowestoft, chef-lieu du district de Hoxne. Le trésor est déclaré treasure trove, ce qui signifie qu'il a été caché dans l'intention d'être récupéré plus tard. Selon la loi anglaise, tout objet déclaré treasure trove appartient à la Couronne si personne n'en réclame le droit de propriété. Cependant, à cette époque, l'usage est de récompenser toute personne qui a découvert et déclaré rapidement le trésor avec une somme d'argent égale à sa valeur marchande, payée par l'institution qui souhaite l'acquérir. En novembre 1993, le Treasure Valuation Committee évalue l'ensemble des objets à 1,75 million de livres, qui sont payés à Lawes, en tant que découvreur du trésor. Il partage sa récompense avec Peter Whatling. Trois ans plus tard, une nouvelle loi, le Treasure Act, rend obligatoire le partage à parts égales de la récompense entre le découvreur d'un trésor et le propriétaire du terrain sur lequel la découverte est effectuée.

### Recherches archéologiques ultérieures
En septembre 1993, après que le champ a été labouré, le Service archéologique du Comté du Suffolk (Suffolk County Council Archaeological Service : SCCAS) le prospecte. Il découvre quatre pièces d'or et 81 d'argent, toutes étant considérées comme appartenant au même trésor. Du matériel médiéval et de l'âge du fer est aussi découvert, mais aucune preuve d'un établissement romain dans le voisinage.
En 1994, en réponse à des tentatives illégales de détection de métal près du lieu de la découverte, le SCCAS entreprend une nouvelle fouille du champ. Le trou où le trésor a été enterré est de nouveau creusé mais seul un trou de poteau est identifié dans le coin sud-ouest. Il se pourrait qu'il ait servi à planter un poteau destiné à marquer le lieu de la cache du trésor afin que ceux qui l'ont enterré puissent l'identifier dans le futur. Le sol est retiré sur une épaisseur de 10 cm et une superficie de 1 000 m2, à des fins d'analyse, et des détecteurs de métaux employés pour tenter de localiser d'éventuels artéfacts métalliques. Ces fouilles permettent de retrouver 335 objets datables de la période romaine, pour la plupart des pièces de monnaie, mais aussi d'autres ferrures de coffres ou coffrets. Une série de trous de poteaux de la fin de l'âge du bronze et du début de l'âge du fer, qui peuvent avoir formé une structure, est découverte. Cependant, aucun élément de structure de la période romaine n'est détecté,.
Les pièces découvertes pendant la recherche de 1994 étaient disséminées suivant une ellipse centrée sur le lieu de découverte du trésor et orientée suivant un axe est-ouest de 20 m de long de chaque côté. Cette distribution peut être expliquée par le fait que le fermier avait entrepris, en 1990, un labourage profond de ce champ dans la direction est-ouest. Avant 1967 ou 1968, années où le champ a été défriché afin d'être mis en culture, le fermier avait labouré dans la direction nord-sud, mais l'absence de pièces au sud et au nord du lieu de la découverte suggère que le labourage d'avant 1990 n'a pas perturbé le trésor.

## Objets découverts
Le trésor est principalement constitué de pièces d'or et d'argent et de bijoux, pour un total de 3,5 kg d'or et 23,75 kg d'argent. Il a été placé dans un coffret de bois, constitué en majorité — peut-être totalement — de chêne, dont les dimensions approximatives devaient être 60 cm × 45 cm × 30 cm. Dans ce coffret, certains objets étaient sans doute placés dans des boîtes plus petites en bois d'if ou de cerisier, d'autres étant emballés dans de la paille ou du tissu de laine. Le coffret et les boîtes intérieures ont presque entièrement pourri après avoir été enfouis, mais des fragments du coffret et ses ferrures ont été découverts pendant les fouilles. Les principaux objets découverts sont :
- 569 solidi (pièces de monnaie) en or[3] ;
- 14 272 pièces d'argent, comprenant 60 miliarenses et 14 212 siliquae[3] ;
- 24 nummi (pièces de monnaie) de bronze[3] ;
- 29 bijoux en or[23] ;
- 98 cuillères et louches en argent[24] ;
- une anse d'argent en forme de tigresse[24] ;
- quatre bols d'argent et un petit plat[25] ;
- un gobelet d'argent ;
- un vase ou petite cruche d'argent ;
- quatre poivrières d'argent, dont la « poivrière de l'impératrice »[2] ;
- des articles de toilette, dont des cure-dents ;
- deux fermetures en argent, restes de coffrets en bois ou en cuir ;
- des traces de différents matériaux organiques, dont une petite pyxide en ivoire.

### Pièces de monnaie
Le trésor de Hoxne contient 569 solidi d'or, frappés entre les règnes de Valentinien Ier (364–375) et Flavius Honorius (393–423) ; 14 272 pièces d'argent, dont soixante miliarenses et 14 212 siliquae, frappés entre les règnes de Constantin II (337–340) et Flavius Honorius ; et 24 nummi de bronze.
Au début du XXIe siècle, le trésor de Hoxne est la découverte de pièces de la fin de la Bretagne romaine la plus significative. Il contient tous les types de monnaies majeurs de l'époque et de nombreux exemples de pièces d'argent rognées, typiques de la Bretagne romaine tardive. La seule découverte de Bretagne romaine avec davantage de pièces d'or est le trésor d'Eye, trouvé en 1780 ou 1781, dont il reste peu d'études. Le plus grand trésor exclusivement britto-romain est le trésor de Cunetio, avec 54 951 pièces du IIIe siècle, mais ces pièces sont des radiates dévalués contenant peu de métal précieux. Le trésor de Frome, déterré dans le Somerset (sud-ouest de l'Angleterre) en avril 2010, contient 52 503 pièces frappées entre 253 et 305, également en majorité dévaluées, en argent ou bronze. Des amas de pièces romaines plus grands ont été découverts à Misrata en Libye et, semble-t-il, à Évreux en France (100 000 pièces) et Komin en Croatie (300 000 pièces).
Les solidi d'or sont tous proches de leur poids théorique de 4,48 g (1⁄72 d'une livre romaine). Le titre d'un solidus de cette période était de 99 % d'or. La masse totale des solidi du trésor est de presque exactement 8 livres romaines, ce qui suggère que les pièces ont été pesées et non comptées pour être rassemblées. L'analyse des siliquae donne des titres compris entre 95 % et 99 % d'argent, ce qui est le plus haut pourcentage connu après la réforme de la monnaie en 368. 428 des siliquae sont des imitations locales, généralement de grande qualité et avec autant d'argent que les siliquae officielles de cette époque. Cependant, une poignée d'entre elles sont des fourrées : des fausses pièces avec un cœur en métal ordinaire enveloppé d'une feuille d'argent.

#### Répartition historique et géographique de la frappe des monnaies
| \| Hoxne Trèves Lyon Arles Milan Ravenne Rome Aquilée Siscia Sirmium Thessalonique Constantinople Cyzique Nicomédie Antioche \| Répartition des lieux de frappe des pièces de monnaie trouvées dans le trésor de Hoxne. |
| Hoxne Trèves Lyon Arles Milan Ravenne Rome Aquilée Siscia Sirmium Thessalonique Constantinople Cyzique Nicomédie Antioche                                                                                               |

Les pièces de monnaie sont les seuls objets du trésor de Hoxne pour lesquels un lieu et une date de fabrication peuvent être établis. Toutes les pièces d'or et beaucoup de pièces d'argent portent le nom et le portrait de l'empereur sous le règne duquel elles ont été frappées. La plupart montrent également un différent : une marque permettant d'identifier l'atelier de frappe, ce qui illustre le système romain d'ateliers monétaires régionaux produisant des pièces de format identique. Quatorze lieux de manufacture ont été ainsi repérés : Trèves (en Allemagne actuelle), Arles et Lyon (France), Ravenne, Milan, Aquilée et Rome (Italie), Siscia (Sisak en Croatie), Sirmium (Sremska Mitrovica en Serbie), Thessalonique (Grèce), Constantinople, Cyzique, Nicomédie et Antioche (Turquie).
Les pièces ont été frappées sous trois dynasties d'empereurs romains : les Constantiniens, les Valentiniens et les Théodosiens. Le système collégial de gouvernement de l'Empire (le Consortium imperii) impliquait que les associés impériaux frappaient les monnaies aux noms des uns les autres dans les ateliers sous leur juridiction. Les règnes simultanés d'empereurs d'Orient et d'Occident ont souvent permis des changements de types de monnaie qui peuvent être datés d'une partie d'un règne. Ainsi, il est possible de prouver que les pièces les plus tardives, frappées sous l'empereur d'Occident Flavius Honorius (393–423) et son concurrent usurpateur Constantin III (407-411), l'ont été au début de leurs règnes respectifs, car l'empereur d'Orient Arcadius (mort en 408) était encore vivant. Par conséquent, ces pièces fournissent un terminus post quem : la plus ancienne date possible pour le dépôt du trésor est 408.
Les siliquae du trésor de Hoxne ont été principalement frappées dans des ateliers occidentaux, en Gaule et en Italie. On ne sait pas si c'est parce que les pièces de l'Orient lointain parvenaient rarement en Bretagne par des échanges commerciaux ou parce que les ateliers orientaux frappaient rarement des siliquae. La production de pièces de monnaie semble avoir suivi la localisation de la cour impériale. Par exemple, la proportion de pièces originaires de Trèves est plus grande après 367, peut-être parce que Gratien a installé sa cour dans cette ville.
| Frappe            | 364–367 | 367–375 | 375–378 | 378–388 | 388–395 | 394–402 | 402–408 | Total |
| ----------------- | ------- | ------- | ------- | ------- | ------- | ------- | ------- | ----- |
| Aquilée           |         |         |         |         |         |         | 2       | 2     |
| Constantinople    |         |         |         | 4       |         | 1       |         | 5     |
| Lyon              |         |         |         |         | 5       |         |         | 5     |
| Milan             |         |         |         | 15      | 6       | 367     |         | 388   |
| Ravenne           |         |         |         |         |         |         | 54      | 54    |
| Rome              |         |         |         |         | 1       |         | 38      | 39    |
| Sremska Mitrovica |         |         |         |         | 8       |         |         | 8     |
| Thessalonique     | 1       |         |         |         |         |         |         | 1     |
| Trèves            |         | 6       | 6       | 8       | 58      |         |         | 78    |
| Total             | 1       | 6       | 6       | 27      | 78      | 368     | 94      | 580   |

#### Rognage des pièces d'argent
Presque toutes les siliquae d'argent du trésor de Hoxne sont rognées. Cela est typique des découvertes de pièces d'argent romaines de cette période en Grande-Bretagne : les pièces rognées sont très rares dans le reste de l'Empire romain. Le rognage laisse invariablement le portrait de l'empereur intact sur le côté face de la pièce, mais endommage souvent le différent, l'inscription et l'image du côté pile.
Les raisons du rognage sont controversées. Parmi les explications possibles, il y a la fraude, une tentative délibérée de maintenir un taux stable entre les pièces d'or et d'argent ou une procédure officielle pour obtenir une nouvelle source d'argent-métal tout en maintenant stable le nombre de pièces en circulation.
Le grand nombre de pièces rognées dans le trésor de Hoxne a permis aux archéologues d'observer le processus de rognage en détail. Les pièces étaient coupées la face tournée vers le haut pour éviter d'abîmer la tête. Le niveau moyen de rognage est à peu près le même pour les pièces datant d'après 350.

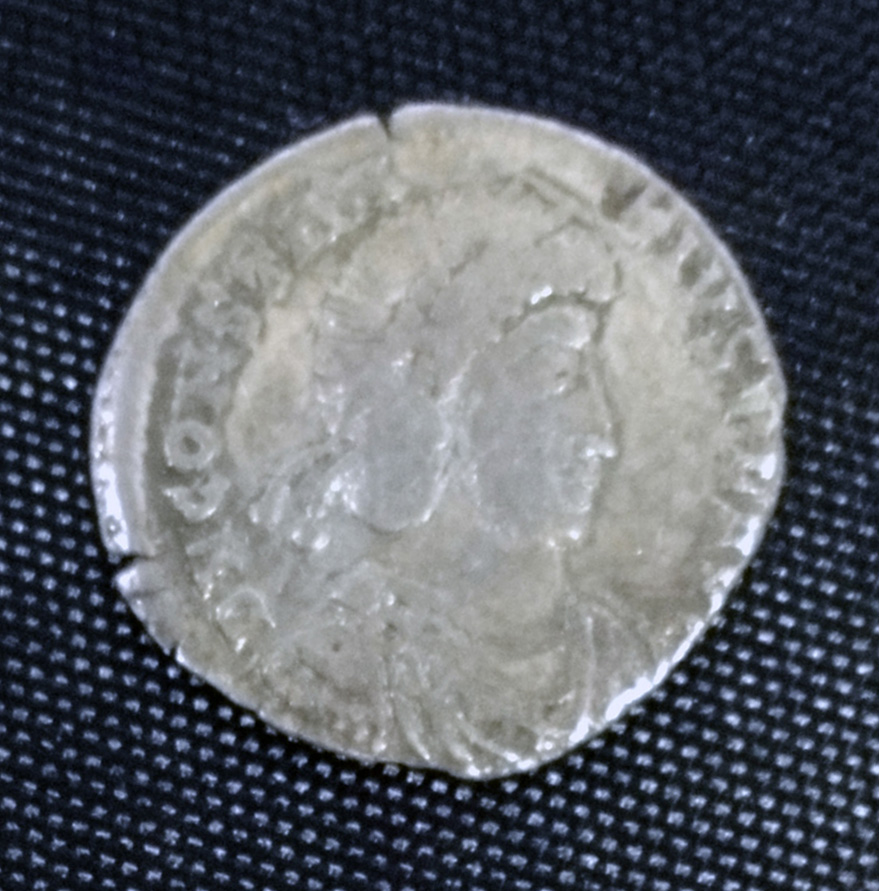
Une siliqua intacte.
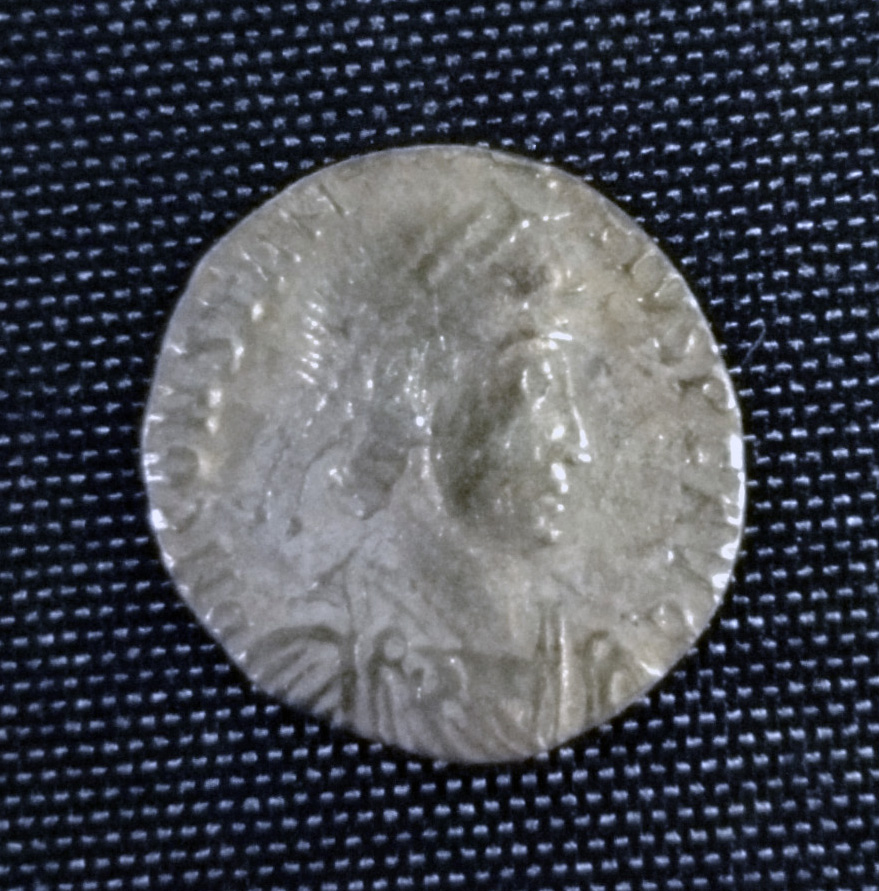
Une siliqua partiellement rognée.
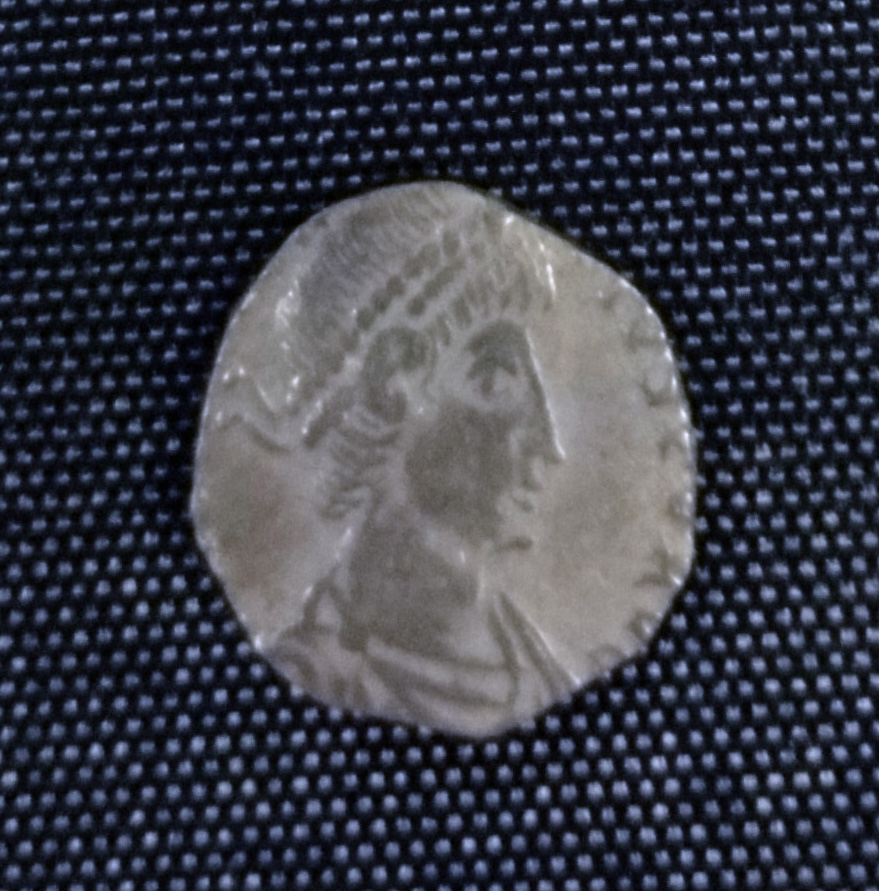
Une siliqua fortement rognée.

### Bijoux

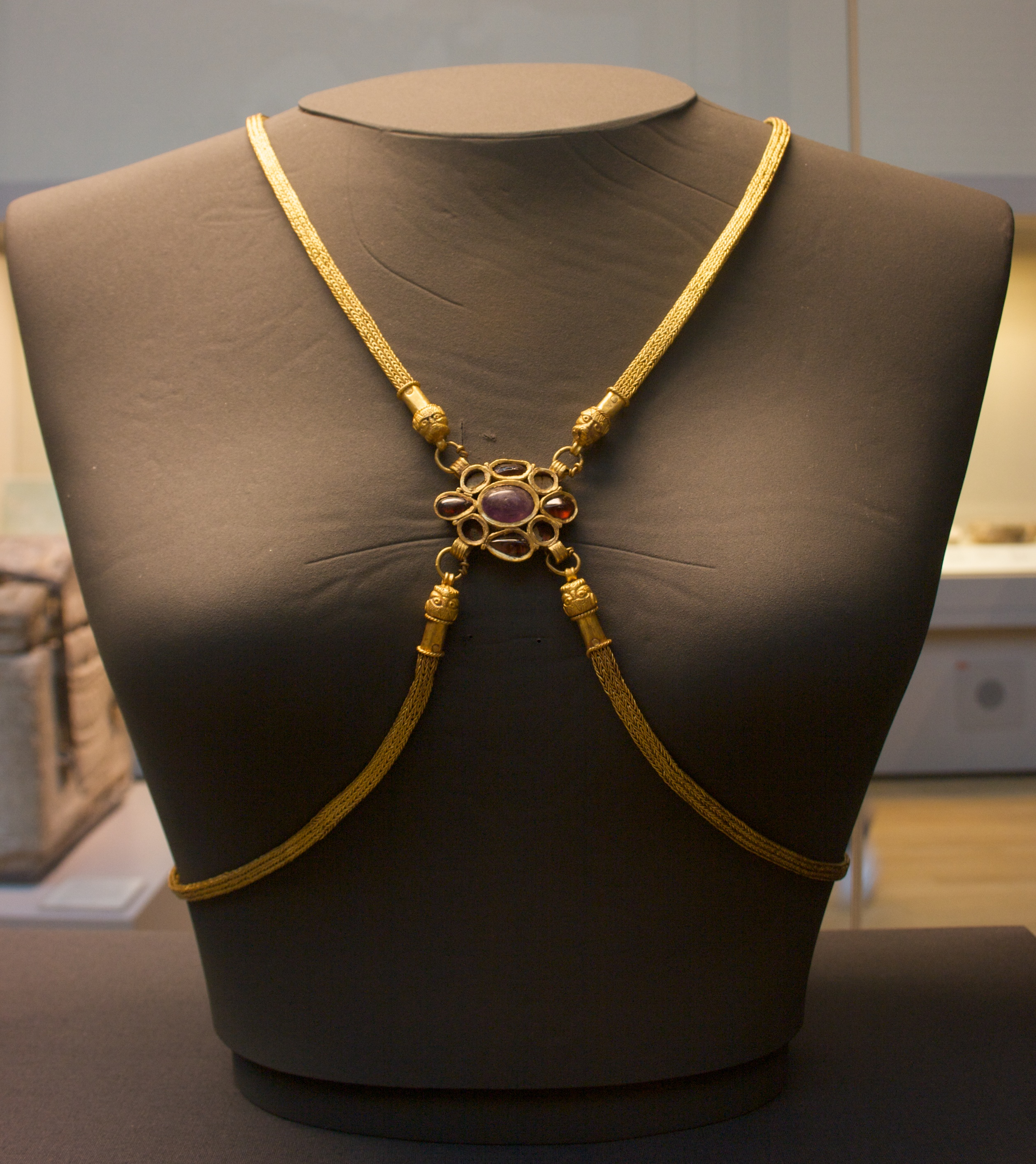
Vue de face de la chaîne de corps en or du trésor de Hoxne. Une améthyste et quatre grenats sont visibles. Quatre autres gemmes, probablement des perles, sont manquantes,.

Tous les bijoux du trésor de Hoxne sont en or, et tous les objets en or de ce trésor sont des bijoux, à l'exception des pièces de monnaie. Aucun bijou n'est exclusivement masculin, bien que quelques-uns, comme les anneaux, aient pu être portés par les deux sexes. On dénombre une chaîne de corps, six colliers, trois anneaux et dix-neuf bracelets. La masse totale des bijoux en or est d'environ 1 kg, avec une pureté moyenne de 91,5 %, soit environ 22 carats d'or mêlé à de petites quantités d'argent et de cuivre.
L'objet en or le plus important est la chaîne de corps, qui consiste en quatre chaînes d'or, fabriquées en maille tressée et fixées sur l'avant et l'arrière à des plaques. À l'avant, les chaînes ont des extrémités en forme de têtes de lion et la plaque comporte des joyaux montés dans des alvéoles d'or, avec une grande améthyste entourée de quatre grenats plus petits en alternance avec quatre emplacements vides, qui contenaient probablement des perles qui se sont décomposées. À l'arrière, les chaînes se rencontrent sur une monture centrée sur un solidus de l'empereur Gratien (375-383), qui a été reconvertie depuis un usage antérieur, probablement un pendentif, et qui pourrait avoir été un bijou de famille. Des chaînes de corps de ce type apparaissent dans l'art romain, parfois sur la déesse Vénus ou des nymphes. Quelques exemples se trouvent dans des contextes érotiques mais elles pouvaient aussi être portées par des femmes respectables et d'un haut rang social. Il se peut qu'elles aient été considérées comme un cadeau convenable pour une jeune mariée. La chaîne de corps de Hoxne, bien ajustée, conviendrait à une femme dont le buste mesure entre 76 et 81 cm. Peu de chaînes de corps nous sont parvenues. L'une des plus complètes, du début de la période byzantine et trouvée en Égypte, est aussi au British Museum.

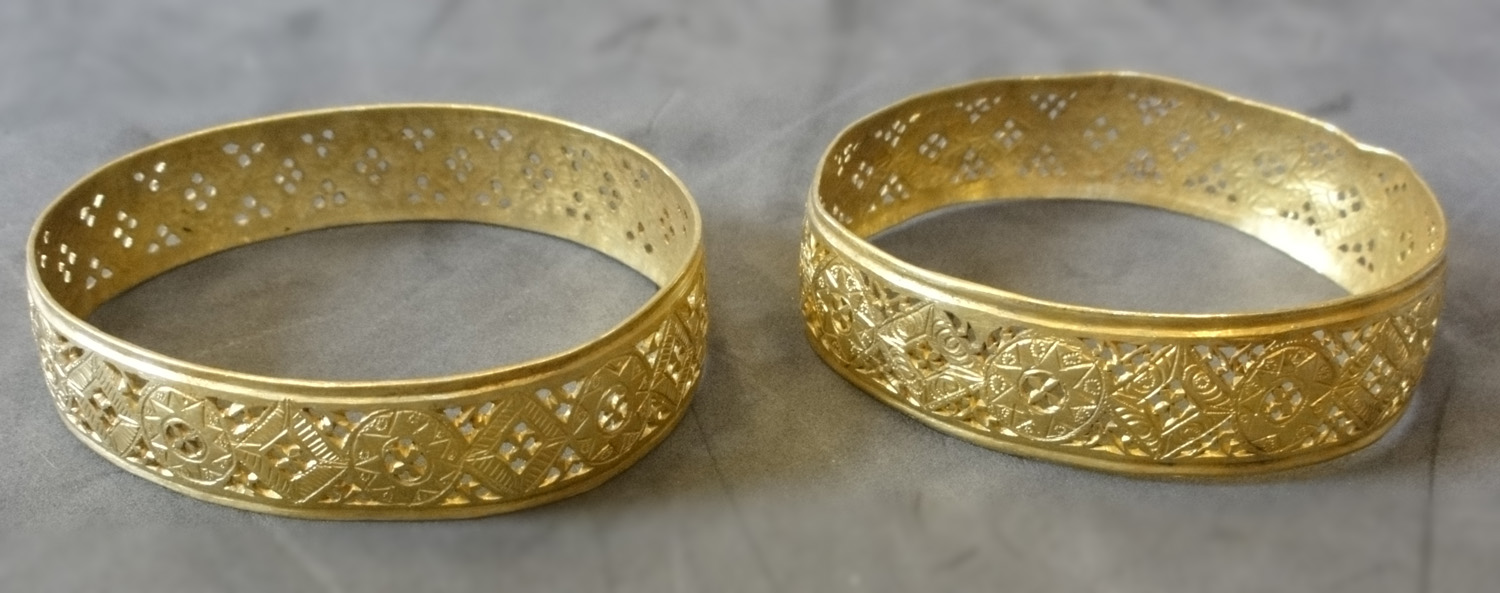
Deux bracelets ajourés en or.

Un des colliers comporte une extrémité en forme de tête de lion, un autre des dauphins stylisés. Les quatre autres sont des chaînes relativement simples. Cependant, l'un d'eux montre un chrisme (☧) sur le fermoir, seul élément chrétien de la joaillerie. Les colliers de cette longueur étaient normalement portés, à l'époque romaine, avec un pendentif, mais aucun pendentif n'a été trouvé dans le trésor. Les trois anneaux étaient à l'origine ornés, peut-être avec des gemmes naturelles ou des pièces de verre coloré. Cependant, ces ornements ont été retirés des anneaux avant leur inhumation, peut-être pour une nouvelle utilisation. Les anneaux sont de facture similaire, l'un avec un chaton ovale, un autre avec un chaton circulaire et un autre avec un grand chaton oblong.

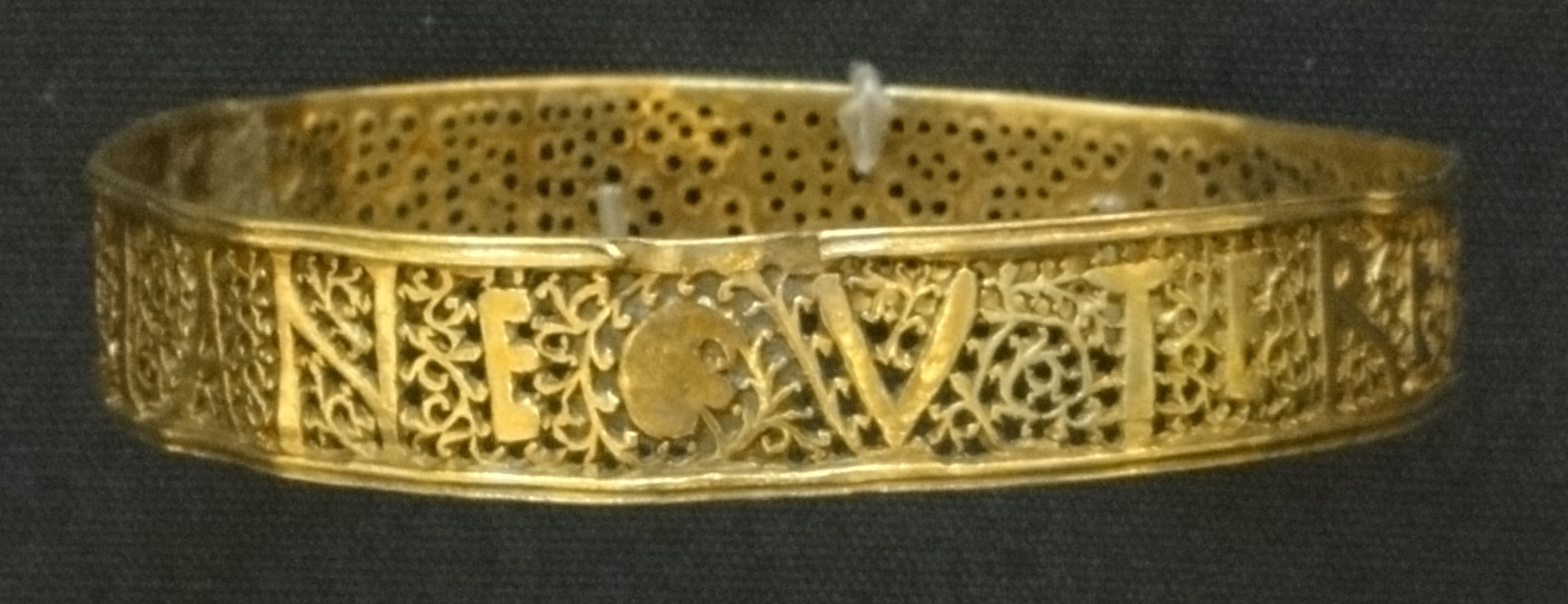
Bracelet portant l'inscription Juliane.

Les dix-neuf bracelets du trésor comprennent trois ensembles de quatre bracelets assortis. Bien que de nombreux bracelets similaires nous soient parvenus, des ensembles de quatre sont plus rares. Ils pouvaient avoir été portés par deux sur chaque bras ou partagés entre deux femmes proches ou apparentées. Un ensemble a été décoré en ridant l'or avec des rainures latérales et transversales, les deux autres sont ajourés de dessins géométriques. Cinq autres bracelets portent des scènes de chasse, communes dans l'art romain tardif. Trois sont ajourés alors que les dessins des deux autres sont en repoussé. Un bracelet est le seul objet d'or du trésor à porter une inscription, en latin : « VTERE FELIX DOMINA IVLIANE », ce qui signifie « Utilise [ceci] heureusement, Dame Juliane ». L'expression « utere felix » (parfois « uti felix ») est la deuxième formule la plus répandue inscrite sur les objets de la Bretagne romaine. Elle est utilisée pour souhaiter bonne chance, bonheur et joie. La formule n'est pas spécifiquement chrétienne, mais elle apparaît parfois dans un contexte explicitement chrétien, par exemple accompagnée d'un chrisme.
Ces bijoux pouvaient avoir constitué la « réserve », les bijoux rarement, voire jamais, utilisés d'une femme ou d'une famille aisée. Quelques types de bijoux parmi les plus courants sont absents : broches, pendentifs et boucles d'oreilles, par exemple. Des ensembles de bijoux ornés de pierres précieuses sont notablement absents, alors qu'ils étaient très prisés à l'époque. Catherine Johns, ancienne conservatrice en chef au British Museum, avance l'hypothèse que les bijoux favoris ou les plus courants du ou de la propriétaire n'ont pas été cachés avec le trésor.

### Argenterie
Le trésor contient une centaine d'objets en argent et en vermeil. Le nombre est imprécis car il y a des parties cassées qui n'ont pas été correctement identifiées. On dénombre notamment une statuette de tigresse sautant qui servait d'anse pour un objet tel qu'une lampe ou une carafe, quatre poivrières (piperatoria), un gobelet, un vase ou petite cruche, quatre bols, un petit plat et 98 cuillères et louches. Le gobelet et la petite cruche sont décorés avec les mêmes motifs végétaux, la cruche ayant trois bandes dorées. Au contraire, les petits bols et le plat sont simples et les spécialistes supposent que les propriétaires du trésor possédaient de nombreux autres objets de ce type, avec probablement de grands plats décorés comme il en a été trouvé dans d'autres trésors. De nombreux objets sont en partie dorés pour faire ressortir la décoration. La technique de dorure au mercure a été utilisée, comme il était courant à l'époque.

#### Piperatoria

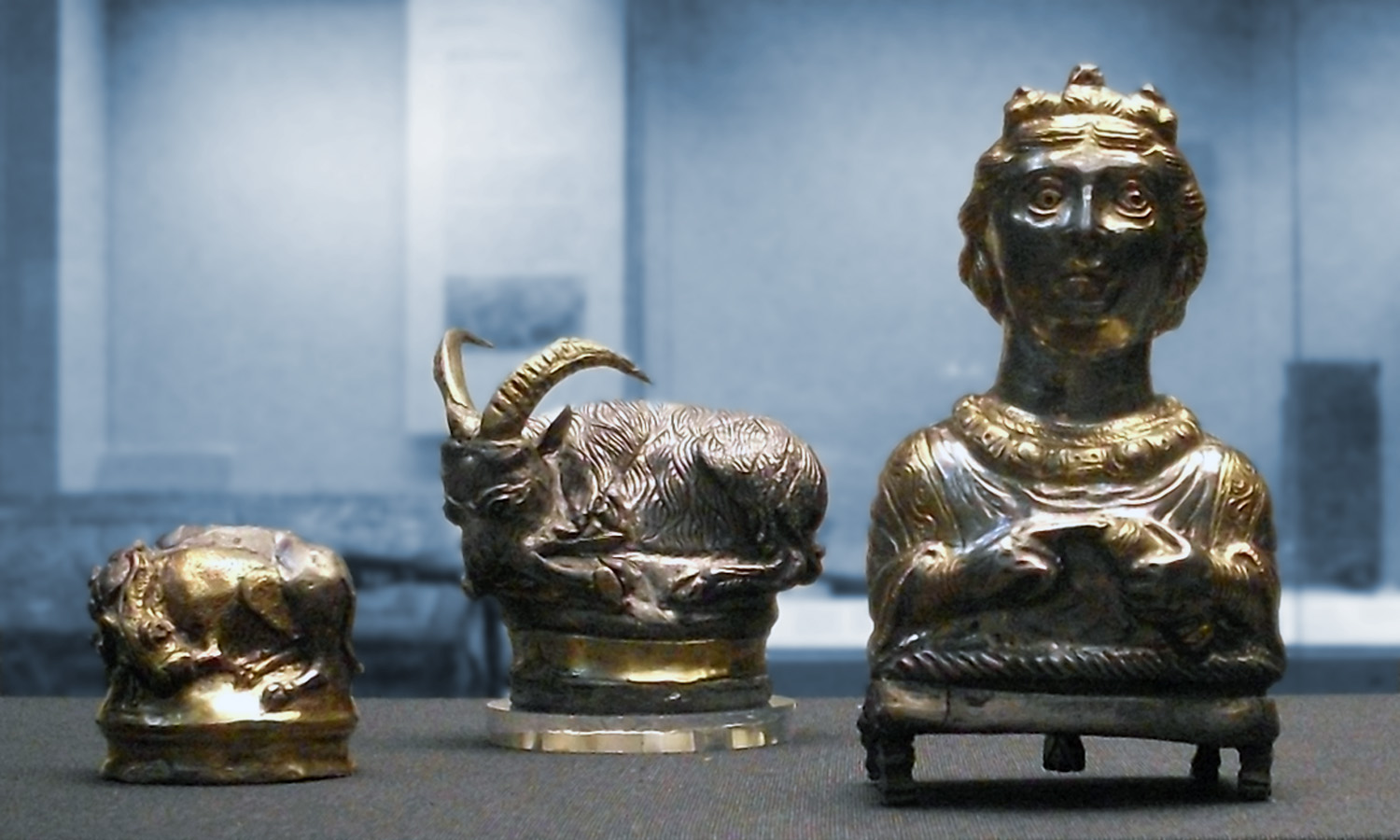
Sélection de poivrières en exposition. À droite, la poivrière dite de l'impératrice.

Parmi les poivrières se trouve une pièce finement modelée d'après une femme riche ou de parenté impériale, qui a été rapidement baptisée « poivrière de l'impératrice ». La chevelure de la femme, ses bijoux et ses habits sont représentés avec soin, et de la dorure est utilisée pour magnifier de nombreux détails. Elle tient un rouleau de parchemin dans sa main gauche, ce qui donne à la fois une impression d'éducation et de richesse. Les autres poivrières du trésor sont en forme de statuettes de Hercule et Antée, un bouquetin, ainsi qu'un lièvre avec un chien de chasse. Chaque poivrière est munie d'un mécanisme sur sa base, qui permet de faire pivoter un disque à l'intérieur. Ce disque contrôle l'ouverture de deux trous dans la base et permet trois positions : ouvert, pour remplir la poivrière, à demi-ouvert pour poivrer en secouant la poivrière, et fermé.
Le mot piperatorium est en général traduit par « poivrière », le poivre étant considéré comme le condiment le plus probablement utilisé dans ces récipients. Cependant, ils peuvent avoir contenu d'autres épices très recherchées. Les piperatoria du trésor de Hoxne sont des exemples rares de ce type d'argenterie romaine. Selon Johns, cette découverte a « significativement étendu la période connue, la typologie et l'iconographie de ce type ». Le commerce et l'usage du poivre à cette époque ont été démontrés par la découverte, dans les années 1990, de poivre minéralisé sur trois sites de Provinces septentrionales, et par les tablettes de Vindolanda qui citent l'achat d'une quantité indéterminée de poivre pour la somme de deux deniers. Des sites archéologiques contemporains ont révélé d'autres épices comme la coriandre, des graines de pavot, du céleri, de l'aneth, de la sarriette, de la moutarde et du fenouil.

#### Autres objets en argent

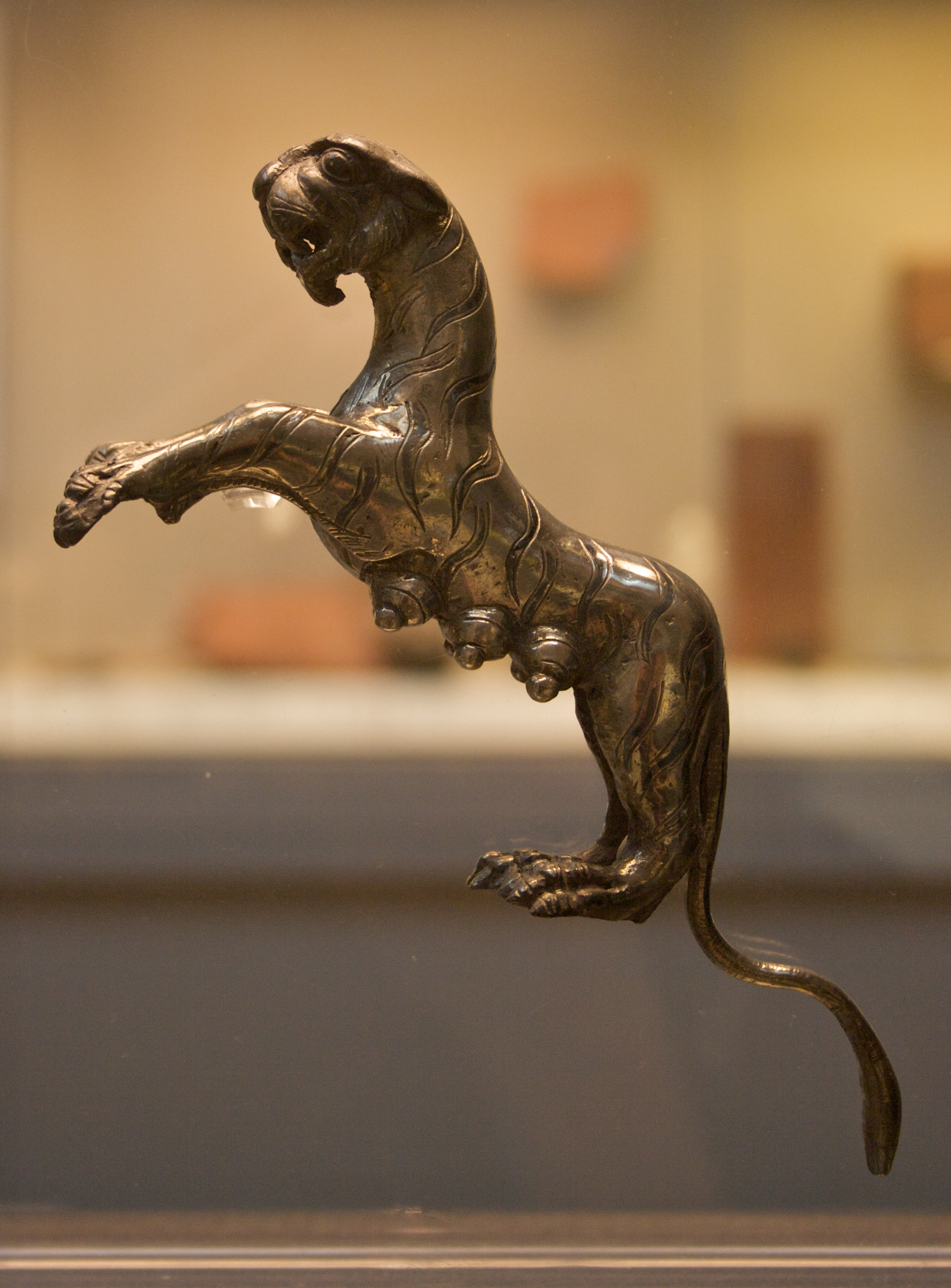
La tigresse du trésor de Hoxne.

La tigresse est une statuette en argent moulé pesant 480 g et mesurant 15,9 cm de la tête à la queue. Elle était destinée à être soudée à un autre objet, en tant qu'anse. Des traces d'étain ont été trouvées sous les pattes arrière, lesquelles possèdent une légère courbure concave. Il s'agit d'une femelle, comme l'attestent les six tétons sous son ventre. Son dos est soigneusement décoré, mais le dessous n'est que superficiellement esquissé. Chacune de ses rayures est représentée par deux lignes gravées encadrant une portion niellée. En général, les parties niellées et gravées ne se rejoignent pas. Ni son corps extrêmement allongé, ni la disposition des rayures ne sont fidèles à leur modèle animal. Elle possède une longue rayure courant le long de la colonne vertébrale, du crâne jusqu'au début de la queue, ce qui évoque davantage un chat tigré qu'un tigre. La statuette n'a pas de rayures autour de la queue, qui s'épaissit à la fin, ce qui peut faire penser au pinceau de poils que possèdent les lions et non les tigres, bien que l'art romain les en affuble souvent.
La collection de cuillères comprend 51 cochlearia, qui sont de petites cuillères avec un cuilleron peu profond et un manche long, effilé et pointu qui était utilisé pour percer des œufs et piquer de petits morceaux de nourriture (les Romains n'utilisaient pas de fourchettes). Il y a également 23 cigni, cuillères beaucoup plus rares, larges et peu profondes avec un manche court en forme d'oiseau, et environ 20 cuillères rondes et profondes, ou petites louches et passoires. Beaucoup sont décorées de motifs abstraits, quelques-unes avec des dauphins ou créatures marines imaginaires. Beaucoup de cuillères comportent un monogramme en forme de croix chrétienne ou de chrisme, parfois accompagné des lettres grecques alpha et oméga (ce qui est également un symbole de Jésus). Trois ensembles de dix cuillères, et quelques autres, sont décorés de ces symboles chrétiens. Comme c'est souvent le cas avec les cuillères romaines en argent, beaucoup d'entre elles comportent une inscription en latin, soit le nom de leur propriétaire, soit un souhait de longue vie pour celui-ci. Au total, huit personnes sont nommées (sept sur des cuillères et une sur le seul gobelet du trésor) : Aurelius Ursicinus, Datianus, Euherius, Faustinus, Peregrinus, Quintus, Sanctus et Silvicola. Celui qui apparaît le plus souvent est Aurelius Ursicinus, sur un ensemble de cinq cochlearia et cinq louches. On ne sait pas si les personnes ainsi nommées ont été impliquées dans l'enfouissement du trésor, ni même si elles étaient encore vivantes à ce moment-là.
Bien qu'une seule d'entre elles soit explicitement chrétienne (vivas in deo), les inscriptions sur les cuillères d'argent qui comprennent un nom suivi par vivas ou vivat sont habituellement considérées comme chrétiennes dans les autres trésors de l'Antiquité romaine tardive. Par exemple, le trésor de Mildenhall comprend cinq cuillères, trois avec un chrisme et deux avec des vivas (PASCENTIA VIVAS et PAPITTEDO VIVAS). La formule vir bone vivas apparaît également sur une cuillère du trésor de Thetford. Mais, alors que les inscriptions du trésor de Thetford sont principalement païennes (comme Dei Fau[ni] Medugeni, « du dieu Faunus Medugenus [fils de l'hydromel] »), le trésor de Hoxne n'en possède aucune qui soit spécifiquement païenne et il doit être considéré comme ayant appartenu à une ou plusieurs familles chrétiennes. Les cuillères romaines avec des chrismes ou des vivas in deo sont souvent considérées comme étant consacrées, soit au baptême (et peut-être offertes lors d'un baptême d'adulte), soit à l'eucharistie, mais ce n'est pas certain.

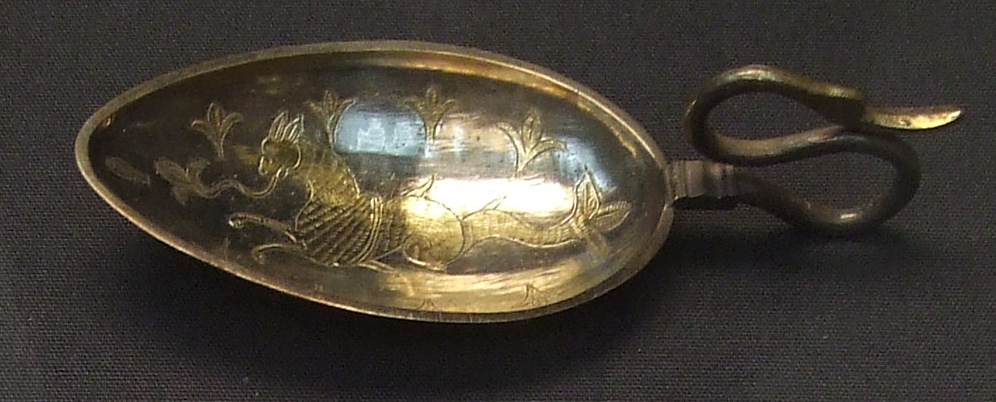
Un cignus de vermeil décoré d'une créature marine mythologique.
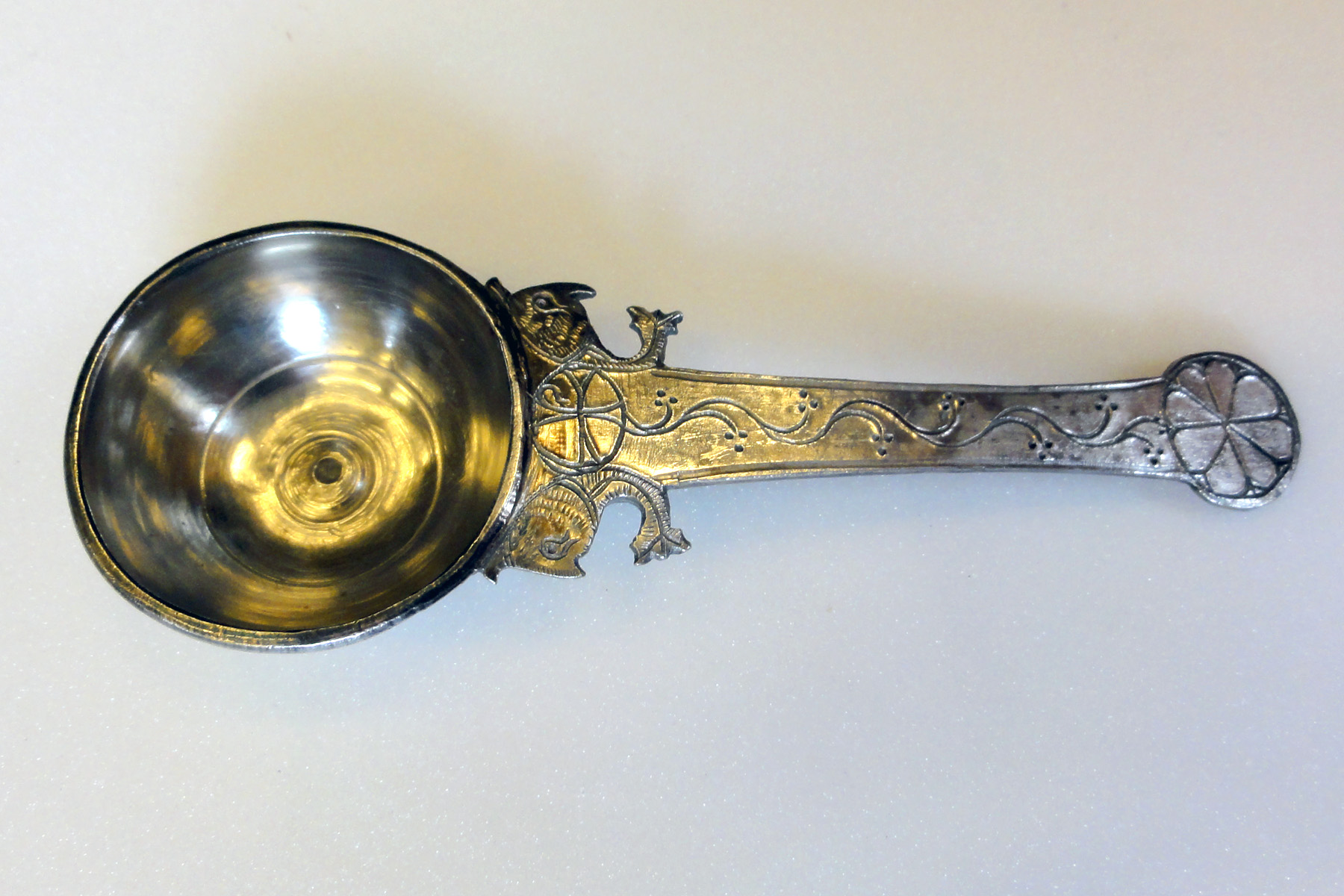
Une louche de 13 cm de long, décorée d'un chrisme et de créatures marines.
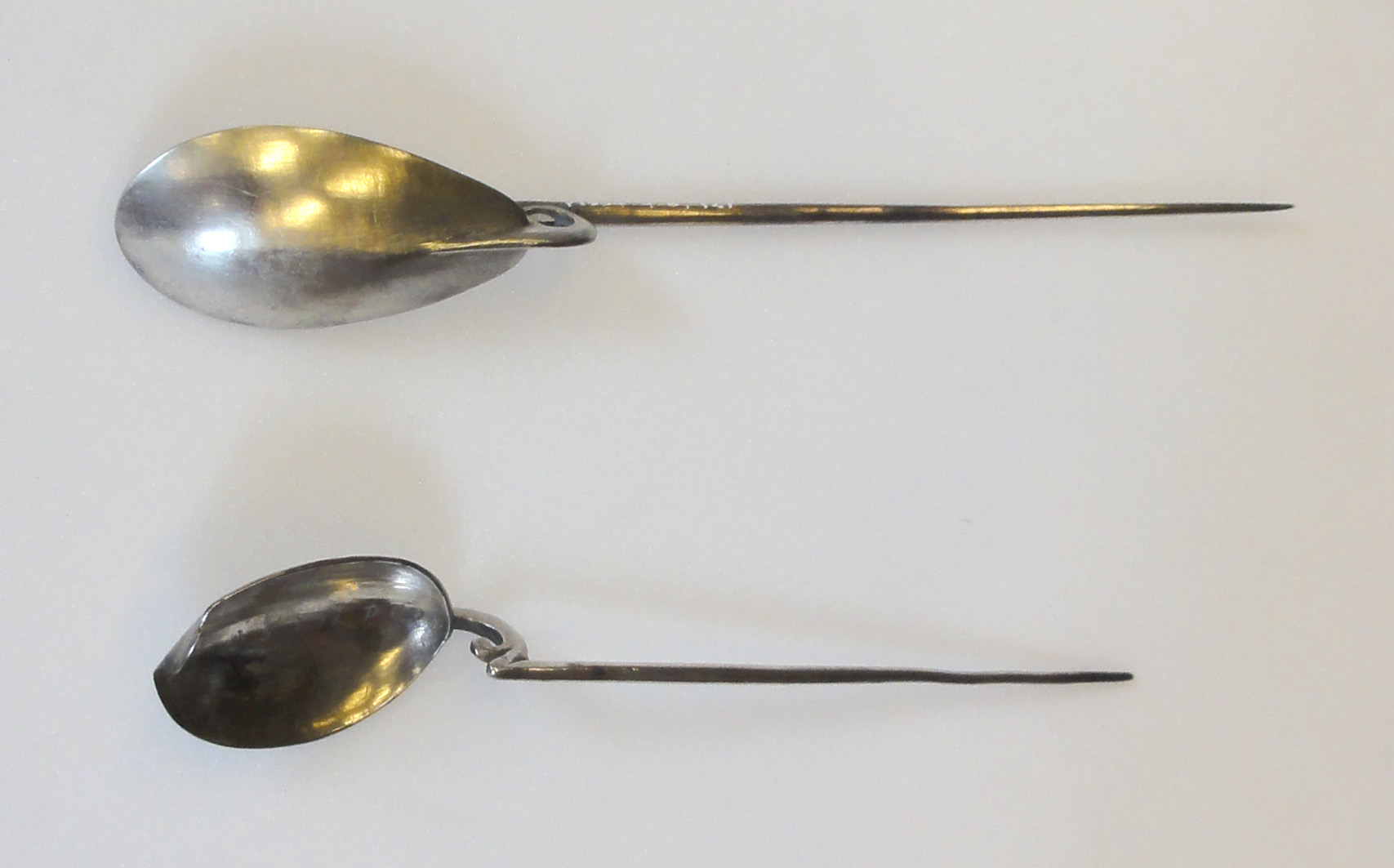
Deux cochlearia.
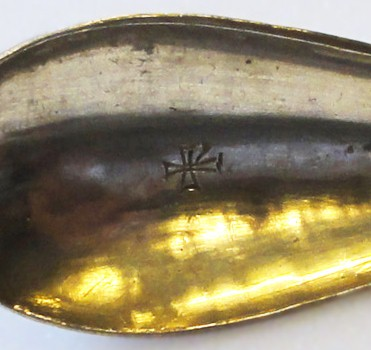
Détail d'un cochlearium montrant une croix chrétienne.

| Référence             | Inscription      | Transcription           | Traduction                        | Notes                                                                              |
| --------------------- | ---------------- | ----------------------- | --------------------------------- | ---------------------------------------------------------------------------------- |
| (en)1994,0408.31      | EVHERIVIVAS      | Euheri vivas            | Euherius, puisses-tu vivre        | Gobelet. Le nom pourrait aussi être Eucherius ou Eutherius.                        |
| (en)1994,0408.81–83   | AVRVRSICINI      | Aur[elii] Ursicini      | (propriété de) Aurelius Ursicinus | Trois cuillères (ligula ou cignus)                                                 |
| (en)1994,0408.84–85   | AVRVRSICINVS     | Aur[elius] Ursicinus    | Aurelius Ursicinus                | Deux cuillères (ligula ou cignus)                                                  |
| (en)1994,0408.86–88   | AVRVRSICINI      | Aur[elii] Ursicini      | (propriété de) Aurelius Ursicinus | Trois cuillères (cochlearia)                                                       |
| (en)1994,0408.89–90   | AVRVRSICINI      | Aur[elii] Ursicini      | (propriété de) Aurelius Ursicinus | Deux cuillères (cochlearia) également gravées d'un chrisme et d'un alpha et oméga  |
| (en)1994,0408.101–102 | PEREGRINVS VIVAT | Peregrinus vivat        | Peregrinus, puisse-t-il vivre     | Deux cuillères (ligula ou cignus)                                                  |
| (en)1994,0408.103–105 | QVISSVNTVIVAT    | Quintus vivat           | Quintus, puisse-t-il vivre        | Trois cuillères (ligula ou cignus). L'inscription est une erreur pour QVINTVSVIVAT |
| (en)1994,0408.106     | PEREGRINI        | Peregrini               | (propriété de) Peregrinus         | Cuillère (cochlearium)                                                             |
| (en)1994,0408.107–110 | SILVICOLAVIVAS   | Silvicola vivas         | Silvicola, puisses-tu vivre       | Ensemble de quatre cochlearia                                                      |
| (en)1994,0408.115     | PER PR           | Per[egrinus] Pr[imus] ? | Peregrinus Primus                 | Graffiti gravé sur une cuillère (ligula ou cignus)                                 |
| (en)1994,0408.116     | FAVSTINEVIVAS    | Faustine vivas          | Faustinus, puisses-tu vivre       | Cuillère (ligula ou cignus)                                                        |
| (en)1994,0408.117     | VIRBONEVIVAS     | Vir bone vivas          | Homme bon, puisses-tu vivre       | Cuillère (ligula ou cignus)                                                        |
| (en)1994,0408.122     | [V]IVASINDEO     | Vivas in deo            | Puisses-tu vivre en Dieu          | Cuillère (cochlearium)                                                             |
| (en)1994,0408.129     | SANC             | Sanc[tus]               | Sanctus                           | Cuillère (cochlearium)                                                             |
| (en)1994,0408.133     | DATIANIAEVIVAS   | Datiane vivas           | Datianus, puisses-tu vivre        | Cuillère (cochlearium). L'inscription est une erreur pour DATIANEVIVAS             |

| Référence             | Monogramme ou symbole   | Notes                       |
| --------------------- | ----------------------- | --------------------------- |
| (en)1994,0408.52–61   | Chrisme                 | Louche                      |
| (en)1994,0408.91–100  | Croix                   | Cuillère                    |
| (en)1994,0408.118–119 | Chrisme, alpha et oméga | Cuillère (ligula ou cignus) |
| (en)1994,0408.135     | Chrisme                 | Cuillère                    |

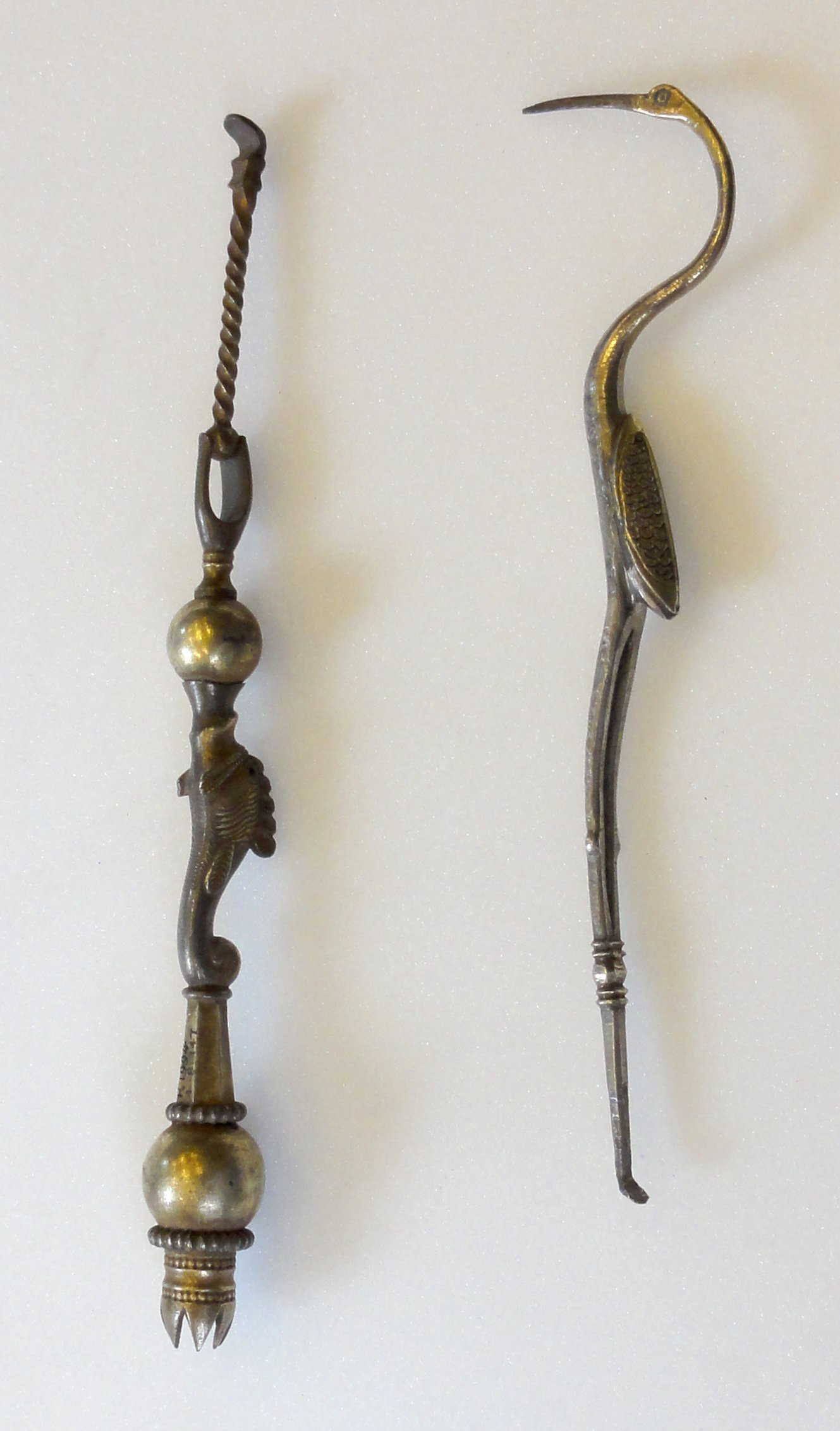
Deux ustensiles de toilette : l'un en forme de grue, l'autre avec une cavité vide, probablement destiné à recevoir des soies pour constituer un pinceau à maquillage.

Il y a aussi un certain nombre de petits objets à la fonction incertaine, considérés comme ustensiles de toilette. Certains sont des petites piques, d'autres peut-être des grattoirs, et trois devaient être des pinceaux : en effet, ils possèdent une cavité vide à une extrémité, qui contenait probablement une matière organique telle que des soies ou des poils. Leur taille indique qu'ils étaient appropriés pour nettoyer les dents ou appliquer des cosmétiques, entre autres possibilités.
La pureté moyenne de ces objets est de 96 % d'argent. Le reste est constitué de cuivre et d'une petite quantité de zinc, avec des traces de plomb, d'or et de bismuth. Le cuivre était sans doute présent dans le récipient en laiton utilisé pour fondre l'argent lors de la fabrication des objets, alors que le plomb, l'or et le bismuth devaient se trouver dans le minerai d'argent brut.

### Objets organiques ou en fer
Les objets en fer trouvés sur le site de Hoxne sont sans doute tous des restes du coffret qui contenait le trésor. Ils comprennent de grands anneaux, des charnières et boucles à deux pointes, des pentures, de probables composants de serrures, des équerres, des bandes de fer larges, d'autres étroites et des clous.
Les découvertes de matières organiques sont rarement documentées avec les trésors, car la plupart des pièces de monnaie et objets précieux sont ôtés rapidement par les découvreurs ou ont été auparavant déplacés par les travaux agricoles plutôt que déterrés volontairement. De petits fragments d'une pyxide d'ivoire décoré ont été trouvés, ainsi que plus de 150 petits morceaux d'os taillé pour de la marqueterie ou du placage, provenant probablement d'une ou plusieurs boîtes qui ont pourri. De minuscules fragments de bois, retrouvés collés à des objets métalliques, ont été identifiés comme provenant de neuf essences forestières différentes, toutes originaires de Grande-Bretagne. Les traces associées aux ferrures du coffret montrent qu'il était en chêne. Les serrures et charnières d'argent proviennent de deux cassettes en bois, l'une en cerisier, l'autre en bois d'if. De la paille de blé utilisée entre les bols, pour les protéger en les empilant, a survécu, ainsi que de faibles traces de lin. Les fragments de cuir étaient trop dégradés pour être identifiés.

## Analyse scientifique
L'analyse métallurgique initiale du trésor a été menée à la fin de 1992 et au début de 1993 par Cowell et Hook pour des raisons de procédures de l'enquête officielle. La technique de spectrométrie de fluorescence X a été utilisée pour cette analyse puis, plus tard, pour le nettoyage de la surface des objets.
Tous les 29 bijoux en or ont été analysés, de l'argent et du cuivre y étant découverts. Les résultats sont typiques de l'argent romain des trésors de cette période, en termes de taux de cuivre mêlé à l'argent pour l'endurcir et d'éléments présents à l'état de traces. Un bol réparé a montré une soudure à base de mercure.
Le grand bracelet d'or ajouré (travaillé en opus interrasile) a montré sur son revers des traces d'hématite, probablement utilisé comme abrasif. C'est le plus ancien usage connu et documenté de cette technique en bijouterie romaine. Les objets dorés ont laissé apparaître une présence de mercure, indiquant l'usage de la technique de dorure au mercure. Le fond noir sur la tigresse montre une technique de niellage, mais avec utilisation de sulfure d'argent plutôt que de plomb. Les montures de pierres où restent des grenats et une améthyste, sur la chaîne de corps, ont des emplacements vides probablement destinés à recevoir des perles et où a été retrouvé du soufre utilisé comme adhésif ou mastic de remplissage.

## Enfouissement et contexte historique
Le trésor de Hoxne est enfoui à une période où de grands bouleversements ont lieu en Bretagne : effondrement de l'autorité romaine sur cette province, départ de l'armée romaine et première d'une longue série d'attaques par les Anglo-Saxons. Les invasions wisigothes en Italie, au tournant du Ve siècle, ont incité le général Stilicon à rappeler les armées romaines des provinces de Rhétie, de Gaule et de Bretagne. Pendant que Stilicon repousse l'attaque des Wisigoths, les provinces occidentales sont laissées sans défense contre les Suèves, les Alains et les Vandales qui traversent le Rhin gelé en 406 et envahissent la Gaule. Les troupes romaines restant en Bretagne, craignant que les envahisseurs ne traversent la Manche, élisent une série d'empereurs parmi elles pour organiser leur défense.
Les deux premiers empereurs ainsi nommés sont mis à mort, au bout de quelques mois, par les soldats mécontents. Mais le troisième, qui se proclame Constantin III, mène une armée bretonne au-delà de la Manche dans l'intention de devenir empereur romain. Après quelques victoires sur les barbares en Gaule, il est vaincu par une armée loyale à Honorius et est décapité en 411. Pendant ce temps, le départ de Constantin et de son armée a laissé une Bretagne vulnérable aux attaques des pilleurs saxons et irlandais.
Après 410, les historiens romains donnent peu d'informations sur les événements se déroulant en Bretagne. Dans la décennie suivante, Jérôme de Stridon décrit la Bretagne post-romaine comme une « province fertile en tyrans », évoquant ainsi l'effondrement de l'autorité centrale et l'avènement de chefs locaux en réponse aux raids des Saxons et autres barbares. En 452, un chroniqueur gaulois affirme que dix ans auparavant « les Bretons, qui ont été victimes de divers désastres et infortunes, ont été réduits par la puissance des Saxons ».

### Enfouissement
Les propriétaires exacts du trésor et les raisons pour lesquelles il a été enfoui ne sont pas connus. Cependant, le trésor et son contexte procurent quelques indices importants. Il a été sans aucun doute enfoui avec précaution, à quelque distance de tout bâtiment. Il ne représente très probablement qu'une partie de la richesse en métal précieux d'une personne (ou des personnes) à qui il appartenait. De nombreux types de bijoux sont absents, de même que les grandes pièces d'argenterie telles que celles trouvées dans le trésor de Mildenhall. Il est peu probable qu'une personne ait possédé les précieux objets d'or et d'argent du trésor de Hoxne sans posséder ceux des autres catégories. Quiconque possédait ce trésor devait posséder également une fortune constituée de terres, de bétail, de bâtiments, de meubles et de vêtements. Le trésor de Hoxne constitue une partie modérée du patrimoine d'une personne aisée, mais il pouvait aussi être une minuscule fraction de la richesse d'une famille extrêmement fortunée.
L'inscription des noms Aurelius Ursicinus et Juliane sur des objets du trésor de Hoxne n'implique pas que des personnes portant ces noms aient possédé le reste du trésor, que ce soit au moment de son enfouissement ou avant,. Il n'y a aucune référence historique à Aurelius Ursicinus en Bretagne à cette époque. Bien qu'un Marcus Aurelius Ursicinus ait été enregistré dans la garde prétorienne de Rome durant les années 222-235, un soldat ou un officiel de la fin du IVe siècle aurait été plus probablement nommé Flavius que Aurelius. Cela conduit Tomlin à proposer : « Le nom Aurelius Ursicinus pouvait être démodé ; il aurait sans doute été plus approprié pour un propriétaire terrien de province que pour un officier de l'armée ou un fonctionnaire du gouvernement ».
Il y a un certain nombre de théories sur les raisons pour lesquelles le trésor a été enterré. L'enfouissement peut avoir été une volonté délibérée de sauver une fortune, peut-être en raison des nombreux bouleversements subis par la Bretagne romaine au début du Ve siècle. Ce n'est pas la seule hypothèse, cependant. Guest fait valoir que les objets ont été enterrés car ils étaient utilisés dans un système de troc et, comme la Bretagne se séparait de l'Empire romain, ils n'étaient plus nécessaires. Une troisième hypothèse est que le trésor de Hoxne représente le butin d'un pillage, enterré pour qu'il ne soit pas découvert.

### Trésors de l'Antiquité romaine tardive

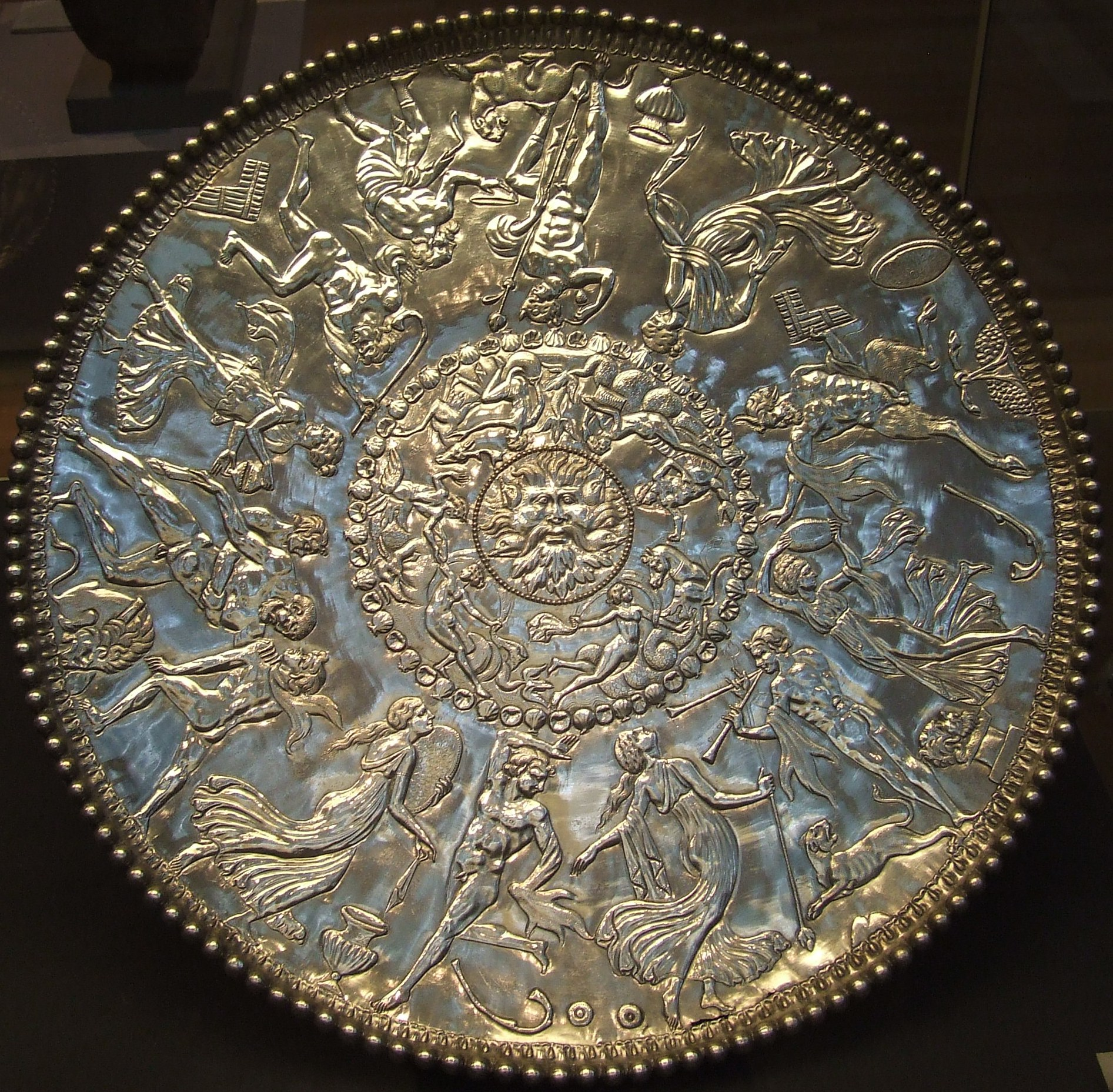
Le grand plat, daté du IVe siècle, provenant du trésor de Mildenhall est un bel exemple de grande pièce d'argenterie manquant dans le trésor de Hoxne, cependant, les propriétaires possédaient probablement de tels objets.

Le trésor de Hoxne provient de la fin d'un siècle (de 350 à 450 environ) qui a livré un nombre inhabituel de découvertes de trésors, la plupart des confins de l'Empire. Leurs styles sont très différents, mais beaucoup contiennent de grandes pièces de vaisselle en argent qui manquent dans le trésor de Hoxne : plats, carafes et aiguières, bols et coupes, certains simples mais la plupart richement décorés. Deux autres trésors majeurs découverts dans l'East Anglia moderne au XXe siècle proviennent du IVe siècle, les deux sont conservés au British Museum. Le trésor de Mildenhall, dans le Suffolk, déposé à la fin du IVe siècle, est constitué de trente pièces de vaisselle en argent, la plupart de grande taille et finement décorées, comme le « grand plat ». Le trésor de Water Newton, dans le Cambridgeshire, est plus petit, mais il est le plus ancien à être clairement chrétien, ayant apparemment appartenu à une église ou une chapelle ; il rassemble une collection d'objets probablement fabriqués en Grande-Bretagne. Le trésor de Kaiseraugst, provenant du site d'Augusta Raurica (aujourd'hui près de Bâle, en Suisse) comporte 257 objets dont un service à banquet décoré avec sophistication. Le trésor du mont Esquilin (une des sept collines de Rome) provient avec évidence d'une riche famille romaine de la fin du IVe siècle et contient différents grands objets dont la Cassette de Projecta. La plus grande partie du trésor de l'Esquilin est conservé au British Museum, de même que des bols et plats du trésor de Carthage, qui a appartenu à une famille connue de l'Afrique romaine aux alentours de l'an 400.
Les trésors de Mildenhall, de Kaiseraugst et de l'Esquilin ont tous de grandes pièces de vaisselle. Les autres, comme ceux trouvés à Thetford et Beaurains (en France), sont principalement constitués de pièces de monnaie et de petits objets de vaisselle ; ces deux derniers trésors sont probablement des offrandes votives païennes. Un trésor trouvé à Traprain Law, en Écosse, contient des pièces de monnaie romaines en argent, coupées et rognées, ce qui montre que leur valeur était uniquement due au métal précieux, et peut avoir été un butin rassemblé lors d'un pillage.

### Contexte local
| Lieu de découverte du trésor de Hoxne Trésor de Eye (1781) Scole, établissement romain Village de Hoxne |

Près du trésor de Hoxne se trouvaient un établissement romain à Scole et un trésor plus ancien à Eye. La route marquée en rouge suit une ancienne voie romaine (Pye Road).
Hoxne est une localité du Suffolk, dans l'Est de l'Angleterre. Bien qu'aucune grande villa romaine aristocratique n'ait été localisée dans la zone de Hoxne, il y a eu un habitat romain dans les environs, du Ier au IVe siècle, à Scole, à environ 3 km au nord-ouest, à l'intersection de deux voies romaines. L'une d'elles, Pye Road, joignait Venta Icenorum (Caistor St Edmund) à Camulodunum (Colchester) et Londinium (Londres),,.
Les fouilles de 1994 ont montré que le champ dans lequel le trésor a été découvert a été probablement déboisé à l'âge du bronze pour servir à l'agriculture et à l'habitat. Quelques activités de peuplement ont eu lieu près du lieu de la découverte dans la première moitié du Ier millénaire av. J.-C., mais il n'y a aucune trace de bâtiment romain dans le voisinage immédiat. Le champ dans lequel le trésor a été enterré peut avoir été cultivé au début de la période romaine, mais l'absence de pièces de monnaie du IVe siècle suggère qu'il devait avoir été reconverti en pâturage ou même s'être reboisé à cette époque.
Le trésor de Hoxne n'est pas le seul trésor romain découvert dans cette zone. En 1781, des laboureurs ont déterré une boîte de plomb, à Eye, à 4,8 km au sud de Scole et 3,2 km au sud-ouest de Hoxne. La boîte contenait environ 600 pièces de monnaie romaines en or datant des règnes de Valens et Valentinien Ier (364-375), Gratien (375–383), Théodose Ier (378–395), Arcadius (395–408) et Honorius (393–423). C'était le plus grand trésor de pièces d'or romaines jamais découvert en Grande-Bretagne, mais elles sont maintenant dispersées et ne peuvent être aisément identifiées. Il en résulte que les relations éventuelles entre les trésors de Eye et de Hoxne ne peuvent être déterminées, même si leur proximité géographique et historique peut laisser penser qu'ils ont un lien.
Peu après sa découverte, il a été supposé, d'après la présence du nom Faustinus gravé sur une cuillère, que le trésor de Hoxne pouvait provenir de la Villa Faustini qui est mentionnée dans l'Itinéraire d'Antonin. L'emplacement exact de la villa est inconnu, mais elle était la première station après Colchester, et elle est supposée être quelque part sur la Pye Road. L'une de ses localisations possibles est le village de Scole. Cette théorie a cependant été rejetée, car Faustinus est un nom très courant et n'apparaît que sur une seule cuillère du trésor. En outre, le raisonnement logique consistant à utiliser les inscriptions individuelles sur les objets pour déterminer le propriétaire du trésor dans son ensemble est considéré comme biaisé. En se fondant sur les dates des pièces de monnaie (la plus grande part se situant dans une période allant de 394 à 405), il a aussi été avancé que le trésor appartenait initialement à une famille de militaires qui a suivi Théodose l'Ancien en Bretagne en 368-369 et qui est repartie avec Constantin III en 407.

## Acquisition, exposition, impact

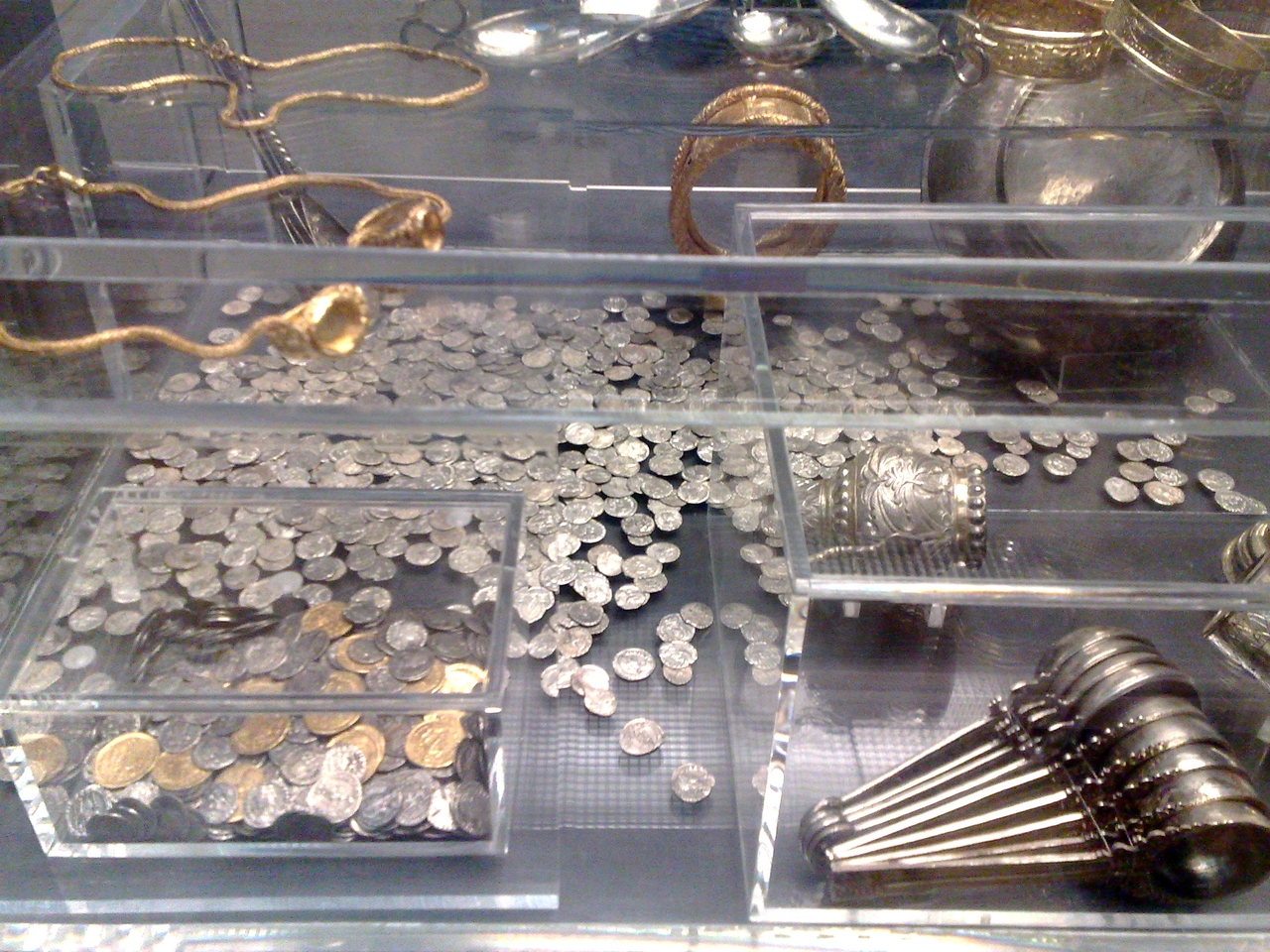
Reconstitution de la disposition du coffret, en exposition permanente dans la salle 49 du British Museum.

Le trésor est acquis par le British Museum en avril 1994. Comme le budget d'acquisitions du musée n'est que de 1,4 million de livres à ce moment-là, il est nécessaire de recourir à des donateurs, dont le National Heritage Memorial Fund, le National Art Collections Fund et le J. Paul Getty Trust. Les dons de ces mécènes et d'autres bienfaiteurs permettent au musée de lever 1,75 million de livres, le montant nécessaire pour l'acquisition,.
Des objets de ce trésor sont en exposition permanente presque sans discontinuer depuis qu'il a été reçu par le British Museum. Quelques-uns ont été exposés dès septembre 1993, en raison de l'engouement du public. Une grande partie a été exposée au Musée d'Ipswich en 1994 et 1995. Depuis 1997, les objets les plus importants sont en exposition permanente dans une grande galerie consacrée aux Britto-romains (salle 49), accompagnés du trésor de Thetford et de celui de Mildenhall, qui contient de grandes pièces d'argenterie absentes du trésor de Hoxne. Quelques objets ont été inclus dans « Treasure: Finding Our Past » (« Trésor : trouver notre passé »), une exposition itinérante montrée dans cinq villes d'Angleterre et du Pays de Galles en 2003. Une reconstitution en plexiglas du coffret et des boîtes intérieures est réalisée pour cette exposition, montrant la disposition des différents types d'objets, avec quelques exemples. Elle fait maintenant partie de l'exposition permanente de Londres, avec d'autres objets présentés de manière plus traditionnelle.
La première étude exhaustive du trésor est publiée dans le catalogue complet des pièces de monnaie par Peter Guest en 2005 et le catalogue des autres objets par Catherine Johns en 2010. Le trésor est le troisième dans la liste des découvertes archéologiques sélectionnées par les experts du British Museum pour le documentaire de la BBC Our Top Ten Treasures (« Le Top 10 de nos trésors »), qui inclut des images d'archive de son découvreur, Eric Lawes et la « poivrière de l'impératrice » est sélectionnée pour la série d'émissions de la radio BBC 4 A History of the World in 100 Objects (« Une histoire du monde en 100 objets »).
La découverte et l'excavation du trésor de Hoxne ont amélioré les relations entre les archéologues et la communauté des amateurs de détecteurs de métaux. Les archéologues sont reconnaissants envers Lawes pour avoir signalé rapidement sa découverte sans la perturber, ce qui a permis une excavation selon les méthodes professionnelles. Les amateurs de détecteurs de métaux ont noté que les efforts de Lawes ont été appréciés par les professionnels, qui semblaient éloignés. Le Treasure Act de 1996 a probablement contribué à ce que davantage de trésors soient accessibles aux archéologues. Cette loi impose que le découvreur d'un trésor et le propriétaire du terrain perçoivent une grande partie de la valeur de la découverte. La façon dont le trésor de Hoxne a été trouvé, avec un détecteur de métal, et la large publicité qui lui a été faite, ont contribué à changer la loi et à créer un cadre légal qui prend en compte la technologie, garantit une récompense aux chasseurs de trésor qui déclarent leurs découvertes tout en considérant les exigences des musées et des scientifiques,.

### Dans la culture
La découverte est à l'origine de la chanson Eric the Gardener du groupe The Divine Comedy, figurant sur l'album Fin de siècle (1998). Elle évoque des trésors romains perdus, qui seront retrouvés par Eric le jardinier.